# 135 (число)
135 (Сто три́дцять п'ять) — натуральне число між  134 та  136.
- 135 день в році — 15 травня (у високосний рік — 14 травня)

## У математиці
- 135- Число Харшада, число Цукермана.
- Число 135 (поряд з  0,  1 і  144 — послідовність  A038369 з Онлайн енциклопедії послідовностей цілих чисел, OEIS) має наступну властивість:

{\displaystyle 135=(1+3+5)\cdot (1\cdot 3\cdot 5)}
- Число 135 (поряд з …,  89,  175,  518,  598, … — послідовність  A032799 з Онлайн енциклопедії послідовностей цілих чисел, OEIS) має наступну властивість:

{\displaystyle 135=1^{1}+3^{2}+5^{3}}
- 135 — є парним складеним тризначним числом.
- Сума цифр числа 136 — 9
- Добуток цифр цього числа — 15
- Квадрат числа 135 — 18 225

## В інших областях
- 135 рік.
- 135 до н. е.
- 135 — назва стандарту 35 мм для фільмів.